# اچ‌ام‌اس تیلبوری (۱۶۹۹)
اچ‌ام‌اس تیلبوری (۱۶۹۹) (به انگلیسی: HMS Tilbury (1699)) یک کشتی بود که طول آن ۱۳۰ فوت ۱٫۵ اینچ (۳۹٫۷ متر) بود.